# 아프리카코끼리
아프리카코끼리(학명: Loxodonta africana) 또는 사바나코끼리(African savanna elephant), 덤불코끼리(African bush elephant)는 장비목 코끼리과에 속하는 코끼리의 한 종이며, 아프리카코끼리속에 속한 2종 중 몸집이 더 큰 종으로, 지상에서 가장 큰 포유류인 동시에 가장 큰 육상동물이다. 1797년 학계에 정식 기재되었으며 과거 둥근귀코끼리(학명: Loxodonta cyclotis)와 같은 종으로 여겨졌으나 현재는 별도의 종으로 분류한다. 흰코뿔소·아프리카물소·사자·아프리카표범과 아울러 사파리 관광 업계의 이른바 "빅 파이브"(Big Five)에 속하는 동물이다.
둥근귀코끼리와 견주어 볼 때 아프리카코끼리가 몸집이 더 크고 몸무게도 더 많이 나가며, 좀더 각진 귀를 가지고 있고 코 표면에 난 털이 적다. 암수 모두가 상아를 갖고 있으며, 생후 1-3세에 특히나 급속도로 성장하며 이후로도 평생간 자란다. 높은 지능과 더불어 무척 복잡한 사회성을 가진 동물로서 수컷은 혼자 생활하나 암컷들은 새끼들을 데리고 대규모 무리를 짓고 생활한다. 나미브 사막과 사하라 사막에서 적응하여 살아가는 일부 개체가 보고될 정도로 적응력이 뛰어나며, 이러한 아프리카코끼리들을 이른바 사막코끼리라고 부른다. 코끼리과에 속하는 현존 3종의 코끼리 중에서 가장 개체수가 많은 종이나 상아를 노리는 밀렵과 서식지의 파괴가 끊임없이 이루어지고 있어 개체 수는 계속해서 줄어들고 있다.

## 어원과 분류

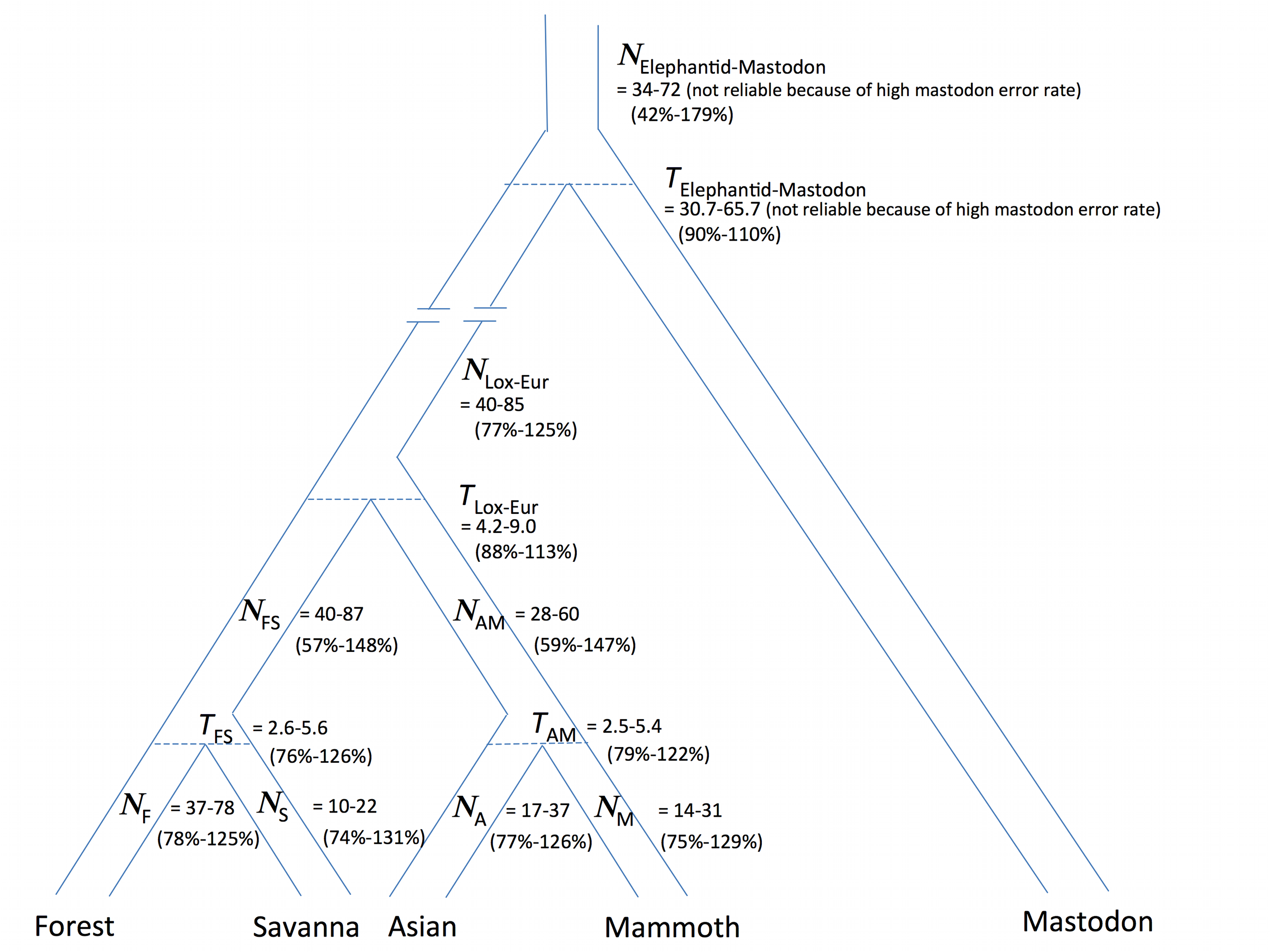
코끼리과의 계통도

학명은 록소돈타 아프리카나(Loxodonta africana)로, 속명인 록소돈타(Loxodonta)는 '헐거운, 기울어진'이라는 뜻의 그리스어 낱말인 록소스(λοξός)와 치아를 뜻하는 오도우스(ὀδούς,)의 어간 오돈트(odónt-)가 합쳐진 것이며 종명인 아프리카나(africana)는 '아프리카의'라는 뜻이다. 맨 처음 붙여진 학명은 엘레파스 아프리카누스(Elephas africanus)로, 1797년 요한 프리드리히 블루멘바흐(Johann Friedrich Blumenbach)라는 독일인 생물학자에 의해 명명되었다. 블루멘바흐는 아프리카코끼리 외에도 털매머드의 학명 또한 명명하였다. 본래는 아시아코끼리와 동일한 속에 속했으나 1825년 조르주 퀴비에가 록소돈테(Loxodonte), 즉 아프리카코끼리속이라는 새 속을 만들면서 그 속으로 편입되었으며, 그 뒤 속명은 무명의 학자에 의해 라틴어인 록소돈타로 바뀌었다. 국제동물명명규약에서는 후자의 것을 공식적으로 사용한다.

## 계통학

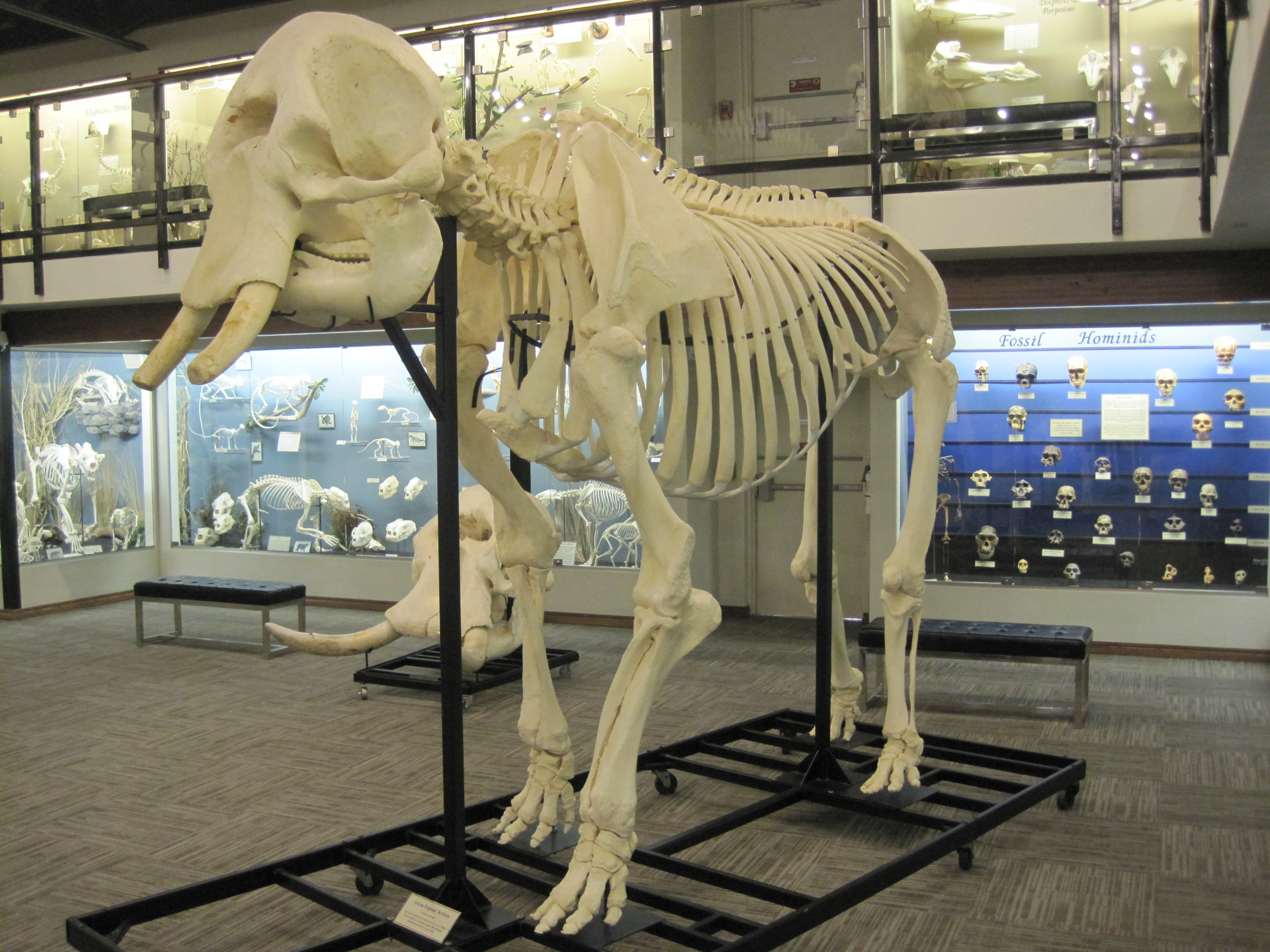
아프리카코끼리 암컷 골격

2010년에는 줄곧 아프리카코끼리와 동일한 종으로 여겨졌던 둥근귀코끼리와 종이 분할되었다는 사실이 밝혀졌다. 아프리카코끼리와 둥근귀코끼리·아시아코끼리·털매머드·아메리카마스토돈을 대상으로 계통학 연구 및 핵 DNA 분석을 시도한 결과 아프리카코끼리속의 두 종은 서로 자매군(姉妹群)을 형성하고 있으며, 190만년 전에 분화된 것으로 나타났다. 현재 학계는 두 종을 별개로 취급하나, 두 종 사이에 유전자 이동이 일어났을 가능성은 배제하지 않는다.

## 특징

아프리카코끼리 암수와 인간, 최대 개체 간의 크기 비교

모든 육상 동물 중에서 덩치가 으뜸가며, 그 몸길이는 7.5m, 몸높이는 4m, 몸무게는 약 8t에 이른다. 평균적으로는 암컷보다 수컷이 더 크다. 몸 색깔은 일반적으로 짙은 회색을 띤다. 앞머리는 매끈한 곡선을 이루며 귀 너비는 1.2m로 커서 어깨를 덮는다. 넓은 귀 조직에는 모세혈관과 정맥이 넓고 평평하게 뻗어 있어, 온도 조절기 역할도 한다. 등은 오목한 선을 그리며 패여 있는데, 이것은 아프리카코끼리와는 반대로 등이 언덕처럼 볼록 솟아 있는 아시아코끼리와 대비된다.
암수 모두 상아가 있는데 이것은 앞니가 변한 것으로, 수컷 쪽이 더 크며, 수컷 상아의 크기는 1.8-2.4m로, 하나의 무게가 23-45kg이 나간다. 2~3살부터 나와 죽을 때까지 자라는데, 수컷 상아의 성장 속도는 1년당 약 15cm이다. 암컷의 상아는 7-9kg으로 수컷에 비해 가볍다. 이 상아는 싸울 때 무기로 쓰거나 영역 표시, 식물 섭취, 땅파기 등에 다용도로 사용할 수 있다.
피부는 대부분 칙칙한 갈색빛이 감도는 회색이며, 검은 털은 비록 숱이 적으나 매우 뻣뻣하다. 머리 부분이 몸에 비해서 매우 크며, 두개골이 몸무게 총량에서 차지하는 비중만 해도 25%나 된다. 윗입술이 늘어나 생긴 길다란 코 끝에는 손가락 같은 돌기 2개가 있으며 의사소통하거나 물건을 집을 때 사용한다. 또 코에 있는 피부는 깊게 주름이 져 있다. 앞발은 각각 발가락이 4-5개이며, 뒷발은 발가락이 3개이다. 아프리카코끼리는 뒷다리와 옆구리 사이의 피부가 늘어져 있다. 코는 40,000개 이상의 근육으로 되어 있는데, 이것으로는 나뭇가지를 부러뜨리고 나무 껍질을 벗기거나 뿌리를 뽑는 괴력이 요구되는 일을 할 수 있고, 한 번에 약 9L 들이의 물을 빨아들일 수 있으며 다시 내뿜을 수도 있다. 후각은 돼지나 개보다도 뛰어난 수준이다. 치열은 1.0.3.30.0.3.3× 2 = 26이다.
체내 온도는 36도로 대개 일정하며 순간 최대 속력은 약 40km/h에 달한다. 코로 초저주파 소리를 내어 의사소통을 하고, 완력이 강하다. 사자나 표범, 치타 등 거대 맹수나 하이에나, 리카온, 자칼, 갈색하이에나, 서벌, 카라칼 따위의 중소형 맹수들도 좀처럼 접근하지 못한다. 성체가 사냥당한 경우는 거의 없지만 아성체의 경우 야간에 사자나 하이에나 무리에게 사냥당한 기록이 있다.

## 식생활

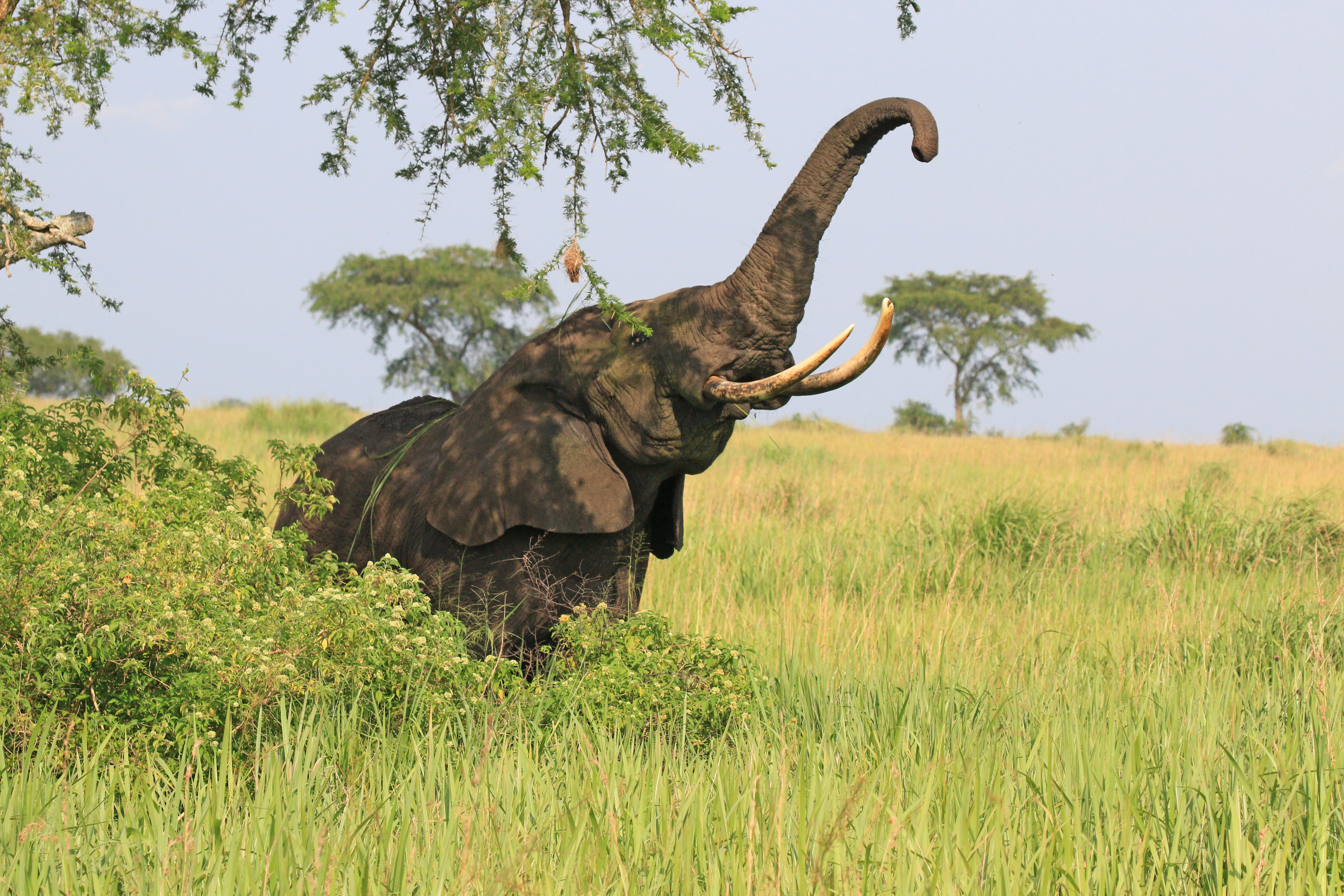
나뭇잎을 먹으려고 코를 뻗는 아프리카코끼리

아프리카코끼리는 입 속에 있는 4개의 폭 10cm, 길이 30cm의 어금니로 식물을 씹어 삼킨다. 어금니는 점차 닳아 없어지기 때문에 세 번에 걸쳐 다시 자라며 최대 70살까지 기능할 수 있다. 다 자란 아프리카코끼리는 일일 150kg 이상의 초목을 먹어치우며, 주식은 대개 나무·풀·덩굴식물로 일부 하변에서 생활하는 아프리카코끼리 무리는 수생식물을 먹기도 한다. 건기에는 나무 껍질을 먹어 칼슘을 보충하기도 한다. 동물원에서는 현지와 비슷한 기후를 가진 동물원 혹은 보호구역을 기준으로, 각종 식물과 통나무·체리모야·파파야·바나나·구아바·옥수수·수수새속 식물·사탕수수 등을 사료로 제공한다. 무기질을 보충하기 위하여 무기 염류가 풍부히 녹아 있는 웅덩이나 함염지를 찾기도 하며, 흰개미집을 뜯어내 먹기도 한다. 이와 같은 행동은 특히 수용성 나트륨 함염지가 발달한 칼라하리 사막에서 관찰됐다. 하루에 들이키는 물의 총 들이는 일일 180-230L에 달하는데, 같은 수원지라도 토양 무기질이 풍부한 쪽을 선호한다. 아울러 크루거 국립공원과 카리바호 변두리에서 서식하는 코끼리들의 경우, 산불이나 들불이 지나간 자리에 남은 나트륨 고함량 숯이나 나뭇재를 삼키는 것도 관찰됐다. 사바나 지형의 서식지에서 나무를 먹어 낮은 풀로 이루어진 초원지대가 발달하게 만들거나, 배설물로서 종자의 이동을 도와 식물 번식에 도움을 줌으로써 지역 생태계에 주요한 역할을 맡는다.

## 사회생활
늙은 암컷이 가족 단위 무리의 우두머리가 되어 무리를 지어 생활하며, 그 규모는 적게는 6마리에서 많게는 70마리까지도 달한다. 우두머리가 되는 것은 대모(Matriarch)라고 불리는 어미 코끼리로, 같은 혈통의 코끼리들을 모두 이끈다. 연로한 수컷은 단독으로 생활한다. 가끔 무리에 성체 수컷이 동행하기도 하지만 대부분 번식 전의 수컷 무리를 만들면서 얼마 되지 않아 독립한다. 수컷의 무리는 짝짓기를 할 준비가 되면 와해되며, 성숙한 수컷은 오직 번식기 동안에만 암컷 무리에게 접근한다. 무리의 구성원들은 무리에서 멀리 떨어지는 일이 없고, 떨어졌다 하더라도 금방 다시 합류한다. 가끔 집단이 뒤섞여 무리가 몇백 마리로 불어나기도 한다.
무리를 이끄는 어미 코끼리는 무리의 이동 경로와 수원지를 다른 코끼리들에게 알려 주며, 나머지 코끼리들은 그 길을 어미의 죽음도 기억한다. 무리 내의 유대는 매우 강해서, 무리의 암컷이 임신 중일 때는 코로 두드려 주며, 늙은 개체가 죽었을 경우 그 시체 주위에서 얼마 정도 머무르는 등의 행동을 보인다. 다양한 소리를 내어 서로 의사소통을 한다. 또한 사람이 들을 수 없는 초저주파음을 내기도 하며, 이는 공기와 땅을 통해 먼 거리까지 전해진다.
보통 우기로 접어들 무렵 번식기가 찾아오며, 이 시기에는 암컷이 먼저 짝짓기할 준비가 됐다는 신호로 수 킬로미터 안팎까지 수컷을 끌어모으는 초저주파 소리를 내며, 수컷은 암컷을 차지하려고 투쟁한다. 이 때 격렬한 몸싸움이 동반되는 일이 흔하며 중도에 상처를 입거나 상아가 부러지는 등의 치명상을 입게 되면 진 쪽은 스스로 물러난다. 짝짓기를 마친 암수는 다시 떨어지며, 22개월에 달하는 임신 기간 끝에 암컷은 키 90cm, 몸무게 100kg의 새끼를 출산한다. 새끼는 며칠이 지나면 걸을 수 있게 되며, 5살까지는 포유를 하지만 6살때부터는 스스로 먹이를 먹을 수 있다. 수명은 약 50년∼70년이다.

## 분포
우간다·케냐·탄자니아·보츠와나·짐바브웨·나미비아·잠비아·앙골라·남아프리카공화국 등 사하라 이남 아프리카 전역에 분포하며, 아열대 및 온대림, 습지, 관목림과 사바나 등 다양한 지형을 자유롭게 오간다. 말리와 나미비아에서는 사막 지대에서 살아가기도 한다.
대한민국에서는 서울대공원에 마지막 수컷인 '리카'가 있었으나, 2008년 삶을 마감했으며 뼈 표본을 만들기 위해 현재는 지하에 매장되었다만 2022년 12월 기준 두개골 표본이 대동물관 내실에 있는 상태이다. 현재 리카가 쓰던 곳에는 큰뿔소들이 살다가 큰뿔소들이 방사장을 옮기며 현재 아메리카들소들이 살고 있다.

## 같이 보기
- 난쟁이코끼리